# 世界歷史都市聯盟
世界歷史都市聯盟（英語：League of Historical Cities，縮寫LHC）是一個總部位在日本京都的歷史文化相關非政府組織。

## 概要
1987年，世界歷史都市會議設立。第1次会议在京都市舉辦。經過義大利佛羅倫斯、西班牙巴塞隆納的會議，再回到京都市，並改稱為世界歷史都市聯盟。
2012年4月，台灣台南市申請加入，原已獲聯盟理事會7票同意，取得入會資格，但由于中國西安市代表反对，入會宣佈被延緩，於2012年7月25日以奧會模式台南/中華台北(Tainan/Chinese Taipei)名義正式加入。
2021年12月，共有65國125個會員都市，日本有京都市、奈良市、金澤市的3都市參加。現在會長是京都市、理事共有7个，分别是：科尼亞市（土耳其・副会长），西安市（中国・副会长），設拉子市（伊朗），卢布尔雅那市（斯洛維尼亞），慶州市（韩国），巴特伊施尔（奥地利），巴拉瑞特市（澳大利亚），監事是金澤市。

## 會員都市

### 非洲區
- 阿尔及利亚
  - 阿爾及爾
- 埃及
  - 亞歷山卓
  - 吉薩
  - 路克索
- 摩洛哥
  - 費茲
- 突尼西亞
  - 突尼斯

### 亞洲區
- 中国大陆
  - 成都
  - 都江堰
  - 南京
  - 無錫
  - 西安
  - 揚州
  - 鄭州
- 臺灣（以中華台北名義）
  - 台中
  - 台南
- - 開城
- 印度
  - 瓦拉納西
- 印度尼西亞
  - 日惹
- 日本
  - 姬路
  - 鎌倉
  - 金澤
  - 京都
  - 益田
  - 松江
  - 奈良
- 蒙古国
  - 烏蘭巴托
- 緬甸
  - 仰光
- 尼泊尔
  - 哈里灣
  - 加德滿都
  - 比亞斯
- 巴基斯坦
  - 拉合爾
- 菲律賓
  - 美岸
- - 安東
  - 扶餘
  - 公州
  - 慶州
  - 水原
- 斯里蘭卡
  - 库鲁内格勒
- 泰國
  - 清邁
- 越南
  - 河內
  - 順化

### 歐洲區
- 奥地利
  - 巴特伊施尔
  - 維也納
- - 舍基
  - 舒沙
- 白俄羅斯
  - 明斯克
- 比利时
  - 布魯塞爾
- - 塞拉耶佛
- 保加利亚
  - 大特爾諾沃
- - 札格雷布
- 賽普勒斯
  - 尼古西亞
- 捷克
  - 布拉格
- 法國
  - 波爾多
  - 蒙皮立
  - 巴黎
  - 史特拉斯堡
- - 庫塔伊西
  - 姆茨赫塔
- 德国
  - 科隆
- 希腊
  - 雅典
- 匈牙利
  - 布達佩斯
- 爱尔兰
  - 都柏林
- 義大利
  - 佛羅倫斯
  - 羅馬
  - 威尼斯
- 拉脫維亞
  - 里加
- 立陶宛
  - 克萊佩達
- 馬爾他
  - 馬耳他島東南部
- 荷蘭
  - 阿姆斯特丹
  - 海牙
- 波蘭
  - 克拉科夫
- 葡萄牙
  - 里斯本
- 羅馬尼亞
  - 阿爾巴尤利亞
  - 康斯坦察
  - 雅西
- 俄羅斯
  - 伊熱夫斯克
  - 喀山
  - 弗拉基米爾
- 塞爾維亞
  - 尼什
- 斯洛伐克
  - 布拉提斯拉瓦
- 斯洛維尼亞
  - 盧布爾雅那
- 西班牙
  - 巴塞隆納
  - 哥多華
  - 聖地亞哥-德孔波斯特拉
- 瑞典
  - 赫爾辛堡
- 瑞士
  - 日內瓦
- 乌克兰
  - 切爾諾夫策
  - 基輔
  - 盧茨克
  - 利沃夫
  - 奧德薩
- 英国
  - 愛丁堡
  - 諾威治
- - 塔什干
  - 泰爾梅茲

### 中南美洲地區
- 哥伦比亚
  - 卡塔赫納
- - 昆卡
- 墨西哥
  - 瓜達拉哈拉市
  - 墨西哥城
- 秘魯
  - 庫斯科

### 中東區
- 伊朗
  - 阿爾達比勒
  - 伊斯法罕
  - 卡尚
  - 孔
  - 馬蘇勒
  - 內沙布爾
  - 塞姆南
  - 設拉子
  - 大不里士
  - 德黑蘭
  - 亞茲德
- 伊拉克
  - 巴格達
- 以色列
  - 耶路撒冷
- 巴勒斯坦
  - 希伯倫
- 土耳其
  - 安卡拉
  - 布爾薩
  - 伊斯坦堡
  - 科尼亞
  - 奧斯曼加茲
  - 尚勒烏爾法
  - 塞爾丘克

### 北美洲區
- 加拿大
  - 蒙特婁
  - 魁北克市
- 美国
  - 波士頓

### 太平洋區
- - 柏拉瑞特
  - 墨爾本
  - 諾活卑尼咸及聖彼得市
- 新西兰
  - 旺加努伊

## 世界歷史都市會議
- 第1回（1987年）： 日本京都市
- 第2回（1988年）： 義大利佛羅倫斯
- 第3回（1991年）： 西班牙巴塞隆納
- 第4回（1994年）： 日本京都市
- 第5回（1996年）： 中国西安
- 第6回（1998年）： 波蘭克拉科夫
- 第7回（2000年）： 法國蒙皮立
- 第8回（2003年）： 加拿大蒙特婁
- 第9回（2005年）： 慶州市
- 第10回（2006年）： 巴拉雷特
- 第11回（2008年）： 土耳其康亞
- 第12回（2010年）： 日本奈良市
- 第13回（2012年）： 越南順化市
- 第14回（2014年）： 中国揚州市
- 第15回（2016年）： 奥地利巴特伊施尔
- 第16回（2018年）： 土耳其布爾薩
- 第17回（2021年）： 俄羅斯喀山
- 第18回（2022年）： 安東市

## 脚注
1. ↑  .   [2012年4月22日]. （原始内容存档于2011年6月11日）.
2. ↑  .   [2013年8月15日]. （原始内容存档于2019年2月19日）.
3. ↑   (PDF).   [2022年5月26日] （日语）.

## 外部連結
- 世界歷史都市聯盟 （页面存档备份，存于）（英文）